# Московский троллейбусный завод
Моско́вский тролле́йбусный заво́д, МТрЗ (до 2002 года — Моско́вский тролле́йбусный ремо́нтный заво́д, МТРЗ) — промышленное предприятие Москвы, специализировавшееся на ремонте и производстве троллейбусов. 
Завод был основан в марте 1944 года как предприятие по ремонту и обслуживанию троллейбусов, произведённых другими заводами. С 1946 года производил отдельные комплектующие для троллейбусов. С 2002 года серийно выпускал собственные троллейбусы.
В 2013-14 годах был объединён с Сокольническим вагоноремонтно-строительным заводом, сотрудники сокращены, основная производственная площадка на Новодмитровской улице покинута.

## История

### Создание ремонтного завода
3 марта 1944 года в Москве на базе таксомоторного парка на Новодмитровской улице было организовано кустарное предприятие, состоявшее из двух цехов — механического и инструментального. Цеха занимались изготовлением запасных частей для троллейбусов, эксплуатировавшихся в Москве. 
В 1945 году предприятие было существенно расширено созданием электроаппаратного, пластмассового, гальванического и деревообрабатывающего цехов, начато капитальное строительство полноценного троллейбусного ремонтного завода. В мае 1946 года была завершена первая очередь такого строительства. Предприятие на это время уже освоило производство ста наименований запасных частей: токоприёмников, пластмассовых сидений, хромированной арматуры, предохранительных клапанов, электрических печей для отопления салона, искрогасительных камер, трубчатых сопротивлений и другого оборудования.
В июне 1946 года на заводе был отремонтирован и выпущен в эксплуатацию первый троллейбус ЯТБ-3 № 1008. В сентябре 1946 года троллейбусный завод путём капитального ремонта подготовил к эксплуатации четыре модернизированных троллейбуса ЯТБ-1, которые после этого переоборудования получили индекс ЯТБ-1М.
В 1948 году завод освоил ремонт троллейбусов МТБ-82. Одновременно с этим завод начал выпуск цельнометаллических кузовов для модернизации деревянных троллейбусов. Всего к 1956 году завод капитально отремонтировал с модернизацией 235 машин с деревянным кузовом, переоборудовал в цельнометаллические 275 машин и отремонтировал 895 троллейбусов.
В 1960 году к МТРЗ был присоединён термитно-стрелочный завод, что изменило и усложнило работу предприятия. Завод освоил выпуск смежной продукции — домкратов для подъёма вагонов. На заводе впервые в СССР было освоено производство сварочного термита, используемого для сварки трамвайных рельсов в Москве и других городах.
В апреле 1963 года на МТРЗ был освоен капитальный ремонт троллейбусов ЗиУ-5; также на заводе была существенно модернизирована сама конструкция троллейбуса, в том числе электрическая схема машин первых выпусков. 

Троллейбус после капитального ремонта МТРЗ во Владимире. Январь 1991 года

В 1964 году была оборудована химическая камера 15×6 м для снятия старой краски с кузовов троллейбусов. В 1968 году завод начал принимать на ремонт троллейбусы Сокольнического вагоноремонтно-строительного завода: СВАРЗ-МТБЭС и СВАРЗ-ТБЭС, в январе 1972 года грузовые троллейбусы серии СВАРЗ Т. С 1976 года завод начал ремонтировать ЗИУ-682Б.
В 1970 году на заводе был изготовлен троллейбусный поезд киевского изобретателя Владимира Веклича из двух троллейбусов МТБ-82/82Д для опытной эксплуатации в Москве.
Совместно с Сокольническим заводом и Всероссийским научно-техническим обществом коммунального хозяйства и бытового обслуживания в 1992 году МТРЗ изготовил опытный образец троллейбуса на базе кузова автобуса ЛиАЗ-5256, эксплуатируемый в тестовом режиме на протяжении следующего года в Филёвском автобусно-троллейбусном парке с инвентарным № 3000, но пассажиров он так и не возил и был возвращён заводу, после чего разрезан на металлолом в 2002 году. В продолжение эксперимента МТРЗ выпустил в 1993 году сочленённый троллейбус из двух кузовов автобусов ЛиАЗ-5256. Эта машина эксплуатировалась в 7-м  троллейбусном парке Москвы до 1998 года, после чего была передана в музей городского пассажирского транспорта.
С 2000 года завод поменял концепцию капитального ремонта троллейбусов и перешёл к полной замене основания и кузова. С 2002 года завод начал модернизацию троллейбусов ЗиУ-682 с присвоением модернизированной машине нового индекса МТРЗ-6223.

### Начало выпуска собственных троллейбусов с 2002 года
Осенью 2002 года МТРЗ создал первый полностью собственный троллейбус. На базе кардинальной переработки троллейбуса ЗиУ-682В заводом был освоен серийный выпуск высокопольных машин большой вместимости для внутригородских пассажирских перевозок, которым был присвоен индекс МТРЗ-6223. Машины выпускались до 2006 года. В промежутке с 2002 по 2004 год завод выпускал одновременно и модернизированные и новые собственные модели, после перепрофилировался исключительно на выпуск собственных машин.
После того, как завод начал выпускать собственные троллейбусы, было изменено название предприятия, из которого исчезло слово «ремонтный». С этого времени Московский троллейбусный ремонтный завод (МТРЗ) стал называться Московским троллейбусным заводом (МТрЗ).
В феврале 2003 года инженерами МТрЗ при участии конструкторов чешского предприятия «Шкода-Остров» и российского ООО «Ликинский Автобус» на базе автобуса ЛиАЗ-5256 был создан троллейбус «Русь», где была внедрена электронная система управления двигателем. После завершения сертификационных испытаний в ноябре 2004 года этой машине был присвоен индекс МТРЗ-5279. Машина выпускалась серийно до 2008 года. В 2005 году была испытана низкопольная модификация МТРЗ-52791 с названием «Садко».
В 2010 году на заводе был разработан низкопольный троллейбус большого класса и был выпущен в единственном экземпляре. Данная модель получила индекс МТРЗ-5238 и является первым низкопольным троллейбусом завода МТрЗ в кузове собственной разработки. В разработке также принимали участие инженеры, перешедшие на МТрЗ с Башкирского троллейбусного завода и АО «ТролЗа» (группа конструкторов В. Ф. Барсуков, Ф. Н. Нухов, А. Е. Проклов). Троллейбус успешно прошёл сертификацию и испытания.

## Троллейбусы, произведённые на заводе

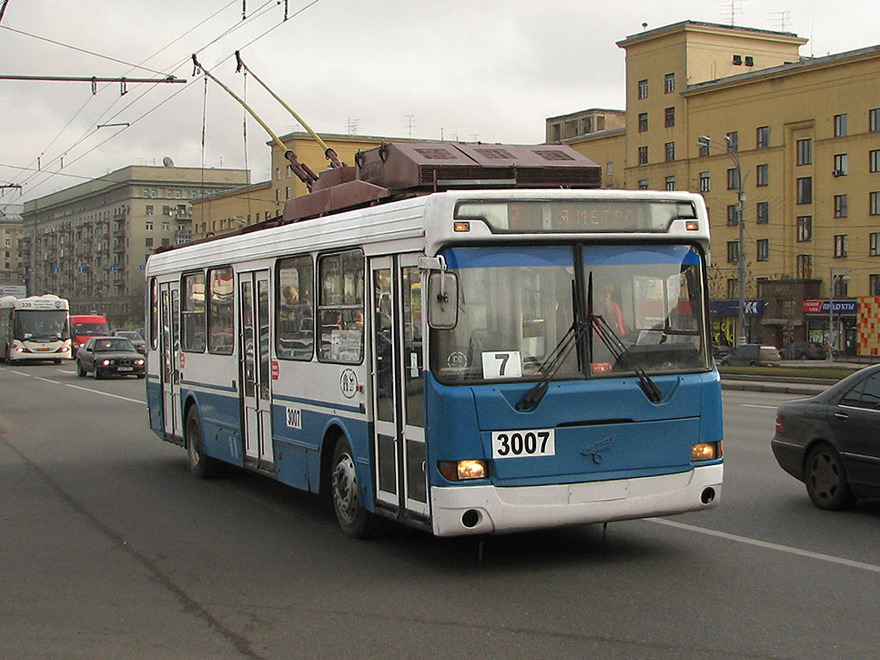
Троллейбус МТРЗ-5279, производившийся на заводе в 2004—2008 гг.

### Опытные экземпляры
- ЛиАЗ-6220 (1993), 1 машина
- МТРЗ-6232 (2007), 1 машина
- МТРЗ-5238 (2010), 1 машина

### Снятые с производства
- МТРЗ-5279 (2003—2008, 2011), 39 машин
- МТРЗ-6223 (2002—2007, 2010), 68 машин
- ЗиУ-682ГМ (2003—2013), 474 машины